# میگل باوز
میگل باوز (انگلیسی: Miguel Bañuz؛ زادهٔ ۲۶ ژوئن ۱۹۹۳) بازیکن فوتبال اهل اسپانیا است.
از باشگاه‌هایی که در آن بازی کرده‌است می‌توان به باشگاه فوتبال بارسلونا اشاره کرد.